# Sarothamnus striatus
Sarothamnus striatus là một loài thực vật có hoa trong họ Đậu. Loài này được (Hill) G. Sampaio miêu tả khoa học đầu tiên năm 1935.